# Medianetwerk Plus
Medianetwerk Plus is een van oorsprong katholieke vereniging van Belgische uitgeverijen, gevestigd in de Spastraat in Brussel.
In 1954 werd de Vereniging der Uitgevers van de Katholieke Periodieke Pers (VUKPP) opgericht door de dominicaan Frans-Bertrand Janssens. Anno 2009 waren Jo Cornille en Ronny Lannoo respectievelijk voorzitter en secretaris van de vereniging. In 2014 werd de naam Medianetwerk Plus aangenomen waarmee de vereniging het adjectief "katholiek" in haar naam weerde in navolging van eerdere secularisering.
Medianetwerk Plus reikt de Prijs voor het Religieuze Boek uit, een initiatief dat ontstond tijdens het voorzitterschap van Frans Nauwelaerts († 24 januari 2009).

## Leden & titels[1]
- Abdij Affligem
- Algemeen Christelijk Vakverbond
  - Visie
- ADMB (personeelsdienstengroep)
- AVBS (beroepsvereniging voor bloemisten, snijbloementelers, boomtelers, tuinaannemers en groenverzorgers)
- AWP Consult bvba
- Belgapom (beroepsvereniging voor aardappelhandel en –verwerking)
- Belgisch Warmbloedpaard vzw
  - EquiTime (paardenmagazine)
- Bisdom Antwerpen, bisdom Brugge & bisdom Hasselt
  - Kerk & Leven (parochieblad)
  - Ministrando (blad van het bisdom Brugge)
- B-MAS (consulting aan (beroeps)verenigingen en sociale fondsen)
- Boerenbond
- Bouwunie
  - Bouwnieuws
- Braambos KTRO
- De Kovel (samenwerkingsverband tussen Vlaamse en Nederlandse benedictijner- of cisterciënzer abdijen en priorijen)
  - De Kovel (monastiek tijdschrift)
- Federatie Sobrietas
  - Nieuwsbrief
- Fedustria (textielfederatie)
- Filmmagie
- Funebra (beroepsvereniging van begrafenisondernemers)
- Halewijn
  - Samen
- Katholieke charismatische vernieuwing
- Kerk in Nood
  - Echo der Liefde
- Kruisheren-Croisiers vzw
- Kunsttijdschrift Vlaanderen
- Katholiek Vormingswerk voor Landelijke Vrouwen (KVLV)
  - Vrouwen met Vaart
- Landbouwservice (beroepsvereniging voor aannemers van land- en tuinbouwwerken, loonsproeiers, handelaars in veevoeders en meststoffen)
- Landelijke Bediendencentrale - Nationaal Verbond voor Kaderleden (LBC-NVK) 
  - Ons Recht (ledenblad)
- Logia (christelijke denktank)
- Markant vrouwennetwerk
- Media Krant
- Meubihome (magazine voor handelaars actief in de meubelhandel en woning- of projectinrichting)
- Missio
- Navema (een beroepsvereniging van hippische ondernemers)
- 't Pallieterke
- Psycho Media Belgium
  - Psychologies magazine
- RECREAD (federatie van recreatieondernemers)
- Roularta Media Group
  - (Weekend & Focus) Knack
  - Trends
  - Le Vif/L'Express
  - De Zondag
- Tertio
- TIPS (weekblad over de Belgische kust)
- Uitgeverij Averbode
  - Dokadi
  - Doremi
  - Zonnekind
  - Zonneland
  - Récits Express
- Unie van Zelfstandige Ondernemers
  - Metaal Info (magazine voor bedrijfsleiders)
  - Netwerk Architecten Vlaanderen
  - ZO Magazine
- Values media
- VSKO-Forum